# Stjärntjärnarna (Junsele socken, Ångermanland, 706841-156983)
Stjärntjärnarna är en sjö i Sollefteå kommun i Ångermanland och ingår i Ångermanälvens huvudavrinningsområde. Sjön har en area på 0,063 kvadratkilometer och ligger 282,8 meter över havet.

## Delavrinningsområde
Stjärntjärnarna ingår i det delavrinningsområde (706824-156895) som SMHI kallar för Inloppet i Rosjön. Medelhöjden är 300 meter över havet och ytan är 22,68 kvadratkilometer. Räknas de 3 avrinningsområdena uppströms in blir den ackumulerade arean 33,7 kvadratkilometer. Kläppsjöbäcken som avvattnar avrinningsområdet har biflödesordning 2, vilket innebär att vattnet flödar genom totalt 2 vattendrag innan det når havet efter 141 kilometer. Avrinningsområdet består mestadels av skog (71 procent) och sankmarker (23 procent). Avrinningsområdet har 0,11 kvadratkilometer vattenytor vilket ger det en sjöprocent på 0,5 procent.